# السيح (الأفلاج)
السيح، هو مركز من فئة (أ) يقع في محافظة الأفلاج، والتابعة لمنطقة الرياض في السعودية. ويبعد المركز عن محافظة الأفلاج بمسافة تقارب (9) كم.

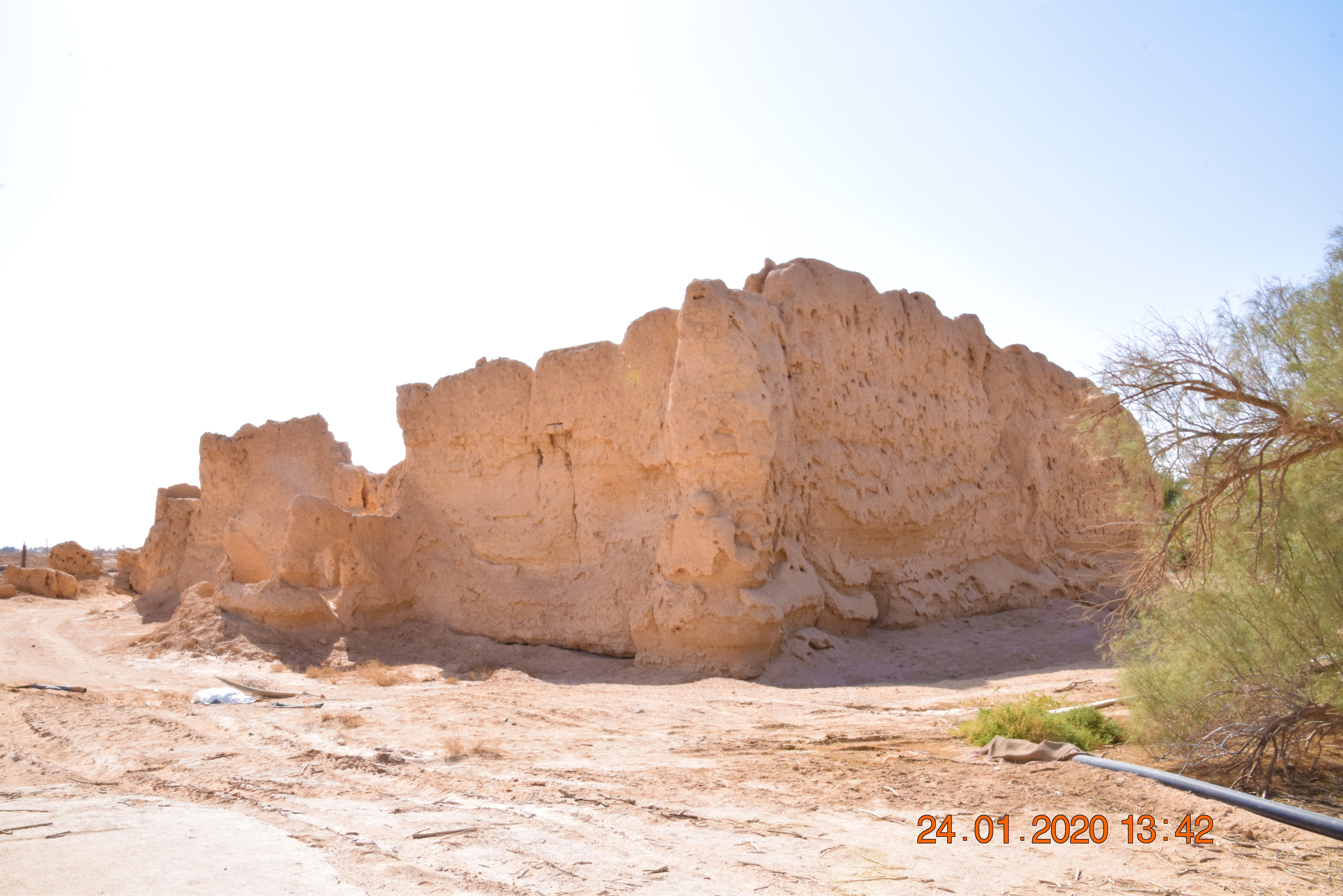
قصر الحائط أو القصر العادي

## السكان
بلغ عدد سكان السيح حسب تعداد 1431هـ/2010م (545) نسمة.